# Nana Kagga
Nana Hill Kagga Macpherson (conocida también como Nana Hill, 6 de abril de 1979) es una actriz y cineasta ugandesa, reconocida por crear la serie de televisión Beneath The Lies y el largometraje The Life, y por su aparición como actriz en la película Star Trek de J. J. Abrams.
Formó parte del jurado en el certamen Miss Uganda en 2018.

## Carrera
Kagga nació en Nairobi, hija de padres ugandeses. Al poco tiempo se mudó con su familia a Uganda, donde realizó sus estudios básicos. Más adelante viajó a Inglaterra para cursar la carrera de Ingeniería Química. Estados Unidos fue su siguiente destino. Allí figuró en algunas producciones para cine y televisión entre 2007 y 2010, llegando incluso a interpretar a una tripulante del Enterprise en la película Star Trek de J.J Abrams en 2009.
Tras su regreso a Uganda fue una de las fundadoras de la compañía productora Savannah MOON, con la que produjo la exitosa serie de televisión ugandesa Beneath the Lies, la cual se encargó de crear, producir y protagonizar. Como guionista y directora también participó en la serie de televisión Reflections de 2018.

## Filmografía

### Como actriz

#### Cine
| Año  | Título                          | Papel                                    | Director      | Notas              |
| ---- | ------------------------------- | ---------------------------------------- | ------------- | ------------------ |
| 2009 | Star Trek                       | Miembro de la tripulación del Enterprise | J.J. Abrams   | Paramount Pictures |
| 2009 | He's Just Not That Into You     | Invitada al baile                        | Ken Kwapis    | Universal Pictures |
| 2008 | A Good Day to Be Black and Sexy | Candi                                    | Dennis Dortch | Magnolia Pictures  |
| 2007 | Collision                       |                                          |               | Independiente      |
| 2007 | Hitch-hike                      |                                          |               | Independiente      |
| 2007 | Cowboys and Indians             | Indígena                                 |               | Corto              |

#### Televisión
| Año  | Título                        | Papel               | Director            | Notas       |
| ---- | ----------------------------- | ------------------- | ------------------- | ----------- |
| 2014 | Beneath The Lies - The Series |                     | Joseph Katsha Kyasi | Serie de TV |
| 2008 | Runway Stars                  | Angel               |                     | Serie Web   |
| 2008 | Life                          |                     |                     | Serie de TV |
| 2007 | CSI: NY                       | Josephine Delacroix | Joe Dante           | Serie de TV |
| 2006 | BET Stars                     |                     |                     |             |

#### Teatro
| Año  | Título                | Papel | Director     | Teatro | Notas                                          |
| ---- | --------------------- | ----- | ------------ | ------ | ---------------------------------------------- |
| 2008 | Butterflies of Uganda | Mercy | Darren Dahms | Mercy  | Teatro Greenway - septiembre a octubre de 2008 |

### Como directora, productora y guionista
| Año  | Título                        | Papel                                     | Notas        |
| ---- | ----------------------------- | ----------------------------------------- | ------------ |
|      | MELA                          | Creadora, guionista, directora            | Serie web    |
| 2018 | Reflections                   | Creadora, guionista, directora            | Serie de TV  |
| 2016 | The Last Breath               | Productora ejecutiva                      | Corto        |
| 2014 | Beneath The Lies - The Series | Creadora, guionista, productora ejecutiva | Serie de TV  |
| 2014 | How We See It                 | Directora, productora                     |              |
| 2012 | The Life                      | Directora, productora                     | Largometraje |